# Shadow Mechanics
Shadow Mechanics (с англ. —  «Теневые механики») — второй студийный альбом финской дэт-метал-группы Demigod, выпущенный 11 февраля 2002 году на лейбле Spikefarm Records. Это первый альбом группы записанный после воссоединения в 1997 году.
В 2007 году лейбл Фоно выпустил альбом для продажи на территории России, Украины, Беларуси и Казахстана под лицензией лейбла Spikefarm Records. В 2021 году альбом был перевыпущен на лейбле Svart Records.

## Об альбоме
Альбом записан на Popstudio Loimaa, конечное сведение и продюсирование было сделано студии Finnvox, где этим занимались Микко Кармила и Мика Юссила.
Альбом является уникальным в том плане, что он не имеет одного единственного вокалиста, и на разных песнях исполняют разные люди. На треках 1, 2, 6, 7 и 10 главным вокалистом является Али Лейнио, на 3, 4, 5, 8, 9 и 11 — Туомас Ала-Ниссила. На 9 треке главные вокальные партии — Мика Хаапасало.
Вся музыка полностью написана самой группой, но треки 1, 4 и 6 указаны как в соавторстве с Эсом Линденом.
Журнал Blabbermourh в декабре 2001 года анонсировал о том, что в грядущем году 4 февраля выйдет следующий альбом Demigod называемый «Shadow Mechanics», там же был опубликован список 11 песен входящих на альбом. 15 января 2002 года в журнале была опубликована новость, что Demigod перенесли выпуск альбома на 11 февраля 2002 года, в той же сноске было упомянуто что альбом будет содержать не выпущенный материал которая группа написала за 10 лет работа на дэт-метал сцене, но не будет включать себя перезаписанные версии альбома 1992 года.
5 марта 2002 года Blabbermouth опубликовал новость, что группа расстаётся с одним из основателей — ударника Сеппо Таатилой в следствии желания последнего проводить с семьёй больше времени и что группа скоро найдёт замену Таатиле. 1 сентября 2002 года вышла новость об присоединении к группе барабанщика Туомо Латвалы, на замену Сеппо Таатиле.
Люкси Лахтинен также задал вопрос о том, что музыкально влияло на группу и попросил дать ответ каждого присутствующего. Юсси отметил что на них всех очень сильно повлиял альбом Nemesis группы Obliveon. Он также сказал, что когда речь заходит о гитарных партиях Demigod, то нельзя не упоминать такие группы как Metallica, Forbidden и Nevermore, которыми они тоже вдохновлялись.
В интервью также спросили о том, как поменялась лирика группы спустя долгое время, наверняка отойдя от текстов про смерть, убийства и разрушения. Теро Лайтинен согласился насчёт смены лирики и добавил что «нередко лирика ранних Demigod просто выходила из одной мясорубки». Он рассказал, что лирика поменялась в сторону более осознанных текстов, не ограничиваясь двумя темами, а смотря несколько шире на мир. Он также дополнил это тем, что текст и музыка должны совпадать и если ты пишешь злую песню, значит текст должен быть соответствующий — злым.
В интервью Сами Весанто упомянул, что изначально они имели 5 полностью написанных песен и одну незаконченную, но они не звучали достаточно хорошо тогда, чтобы выйти на альбоме, однако они войдут в материал для их следующей работы.
Группу спросили про Shadow Mechanics. Считает ли группа этот альбом хорошим и отражающим стремления музыкантов по созданию материала. Музыканты ответили, что задача альбома была — возвращение группы, дать фанатам услышать песни которые находились в незаконченном виде с самого выхода дебюта. Их волновало, что если эти не услышат — это будет очень печально. Группа осталась довольна своим альбомом Shadow Mechanics, и также высказала мысль, что следующий альбом будет гораздо сильнее, чем этот.
Люкси Лахтинен сказал, что для него содержание работы было неожиданным, ещё более неожиданным для него стал факт что это самая низкопродаваемая запись лейбла. Он высказал мысль о том, что учитывая что за 10 лет у группы всего 2 альбома и не очень много слышно о самих музыкантах, то группа бы с лёгкостью могла отдаться забвению. Участники согласились с этими утверждениями, добавив что продажи куда выше ожидаемого.
Люкси Лахтинен взял интервью у Эса Линдена и Сами Весанто 23 июня 2012 года. Сами Весанто рассказал в нём, что его роль в группе менялась с каждым альбомом, где раннее они сочиняли в конкретном жанре конкретные, затем спустя десять лет сменить формат работы и должны были пересобрать материал сочинённый за последние 10 лет, что стало альбомом «Shadow Mechanics», а процесс записи «Let Chaos Prevail» был запланирован и лаконичен где каждый имел строгую роль. Эса сказал что для него Demigod всегда была олдскульной Дэт-металл командой. Он рассказал что такие песни написанные после 1992, как «Gates of Lamentation», были написаны для треш-метал группы Neverborn и что они изначально сменили имя, зная что сменили направление. Однако те песни стали частью альбома «Shadow Mechanics» и соответственно песнями Demigod. На тот момент он не был в составе группы и оставшиеся участники решили вернуть старое название группы.

## Критика
24 декабря 2008 года Papa Vader на портале Brutal Carnage выразил своё негодование релизом «Let Chaos Prevail», но при этом также оценил и предыдущий релиз группы 2002 года. Также выразил негативную критику в адрес работы Микки Юссила, ухода группы в более механический прогресс создания и записи музыки, ровно как и её монотонность, применяя это к обоим релизам.
15 августа 2021 года Люкси Лахтинен, спустя 17 лет после интервью с группой, написал рецензию на Shadow Mechanics на портале The Metal Crypt, оценив его в 4.5\5.

## Список композиций
| №                   | Название                                            | Музыка              | Длительность |
| ------------------- | --------------------------------------------------- | ------------------- | ------------ |
| 1.                  | «My Blood Your Blood» («Моя Кровь - Твоя Кровь»)    | Esa Linden, Demigod | 4:06         |
| 2.                  | «In The Mirrors» («В Зеркалах»)                     | Demigod             | 3:52         |
| 3.                  | «Lost Within» («Потерян Внутри»)                    | Demigod             | 4:48         |
| 4.                  | «Where The Shadows Clash» («Где Сталкиваются Тени») | Esa Linden, Demigod | 3:52         |
| 5.                  | «Trail Of Guilt» («Вереница Вины»)                  | Demigod             | 4:21         |
| 6.                  | «Gates Of Lamentation» («Врата Рыдания»)            | Esa Linden, Demigod | 2:21         |
| 7.                  | «Silent With Earth» («Тихо с Землёю»)               | Demigod             | 3:32         |
| 8.                  | «Derailed» («Сошли с Пути»)                         | Demigod             | 2:58         |
| 9.                  | «Crimson Tears» («Кровавыми Слезами»)               | Demigod             | 5:32         |
| 10.                 | «Drifting» («Отдаляясь»)                            | Demigod             | 4:25         |
| 11.                 | «Burning» («Сгорающие»)                             | Demigod             | 5:11         |
| Общая длительность: | Общая длительность:                                 | Общая длительность: | 44:58        |

## Участники записи
Demigod
- Али Лейнио — вокал
- Эса Линден — вокал (не указан как участник группы)
- Туомас Ала-Ниссила — вокал
- Сами Весанто — бас-гитара
- Юсси Кийски — гитары
- Мика Хаапасало — клавишные, вокал
- Теро Лайтинен — гитары
- Сеппо Таатила — ударные

Технический персонал
- Мика Хаапасало — продюсирование, сведение
- Микко Кармилла — сведение
- Мика Юссила — сведение
- Томи Лаурен — обложка